# Hister calidus
Hister calidus är en skalbaggsart som beskrevs av Erichson in Klug 1842. Hister calidus ingår i släktet Hister och familjen stumpbaggar. Inga underarter finns listade i Catalogue of Life.